# Dřišťál obecný

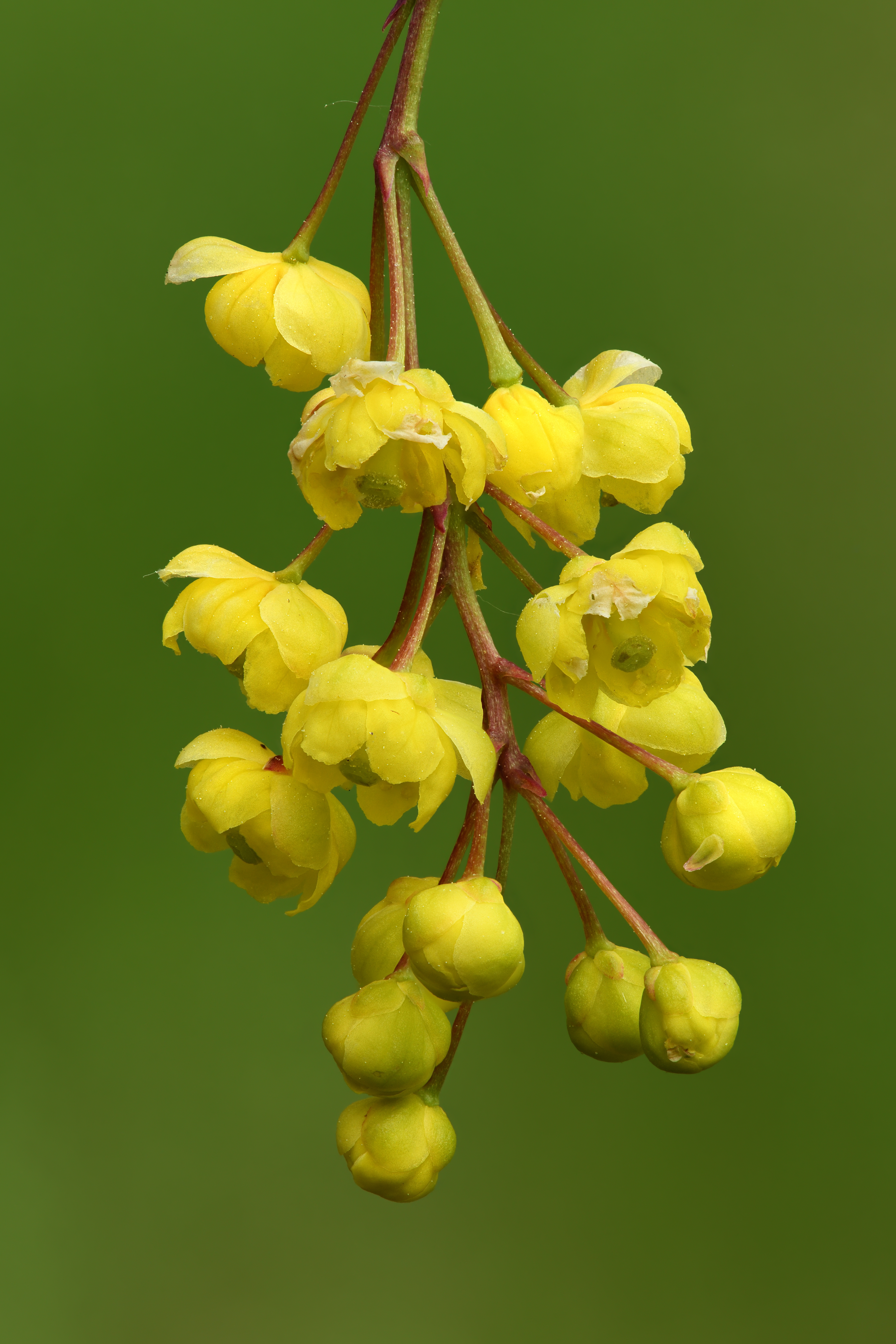
Květenství

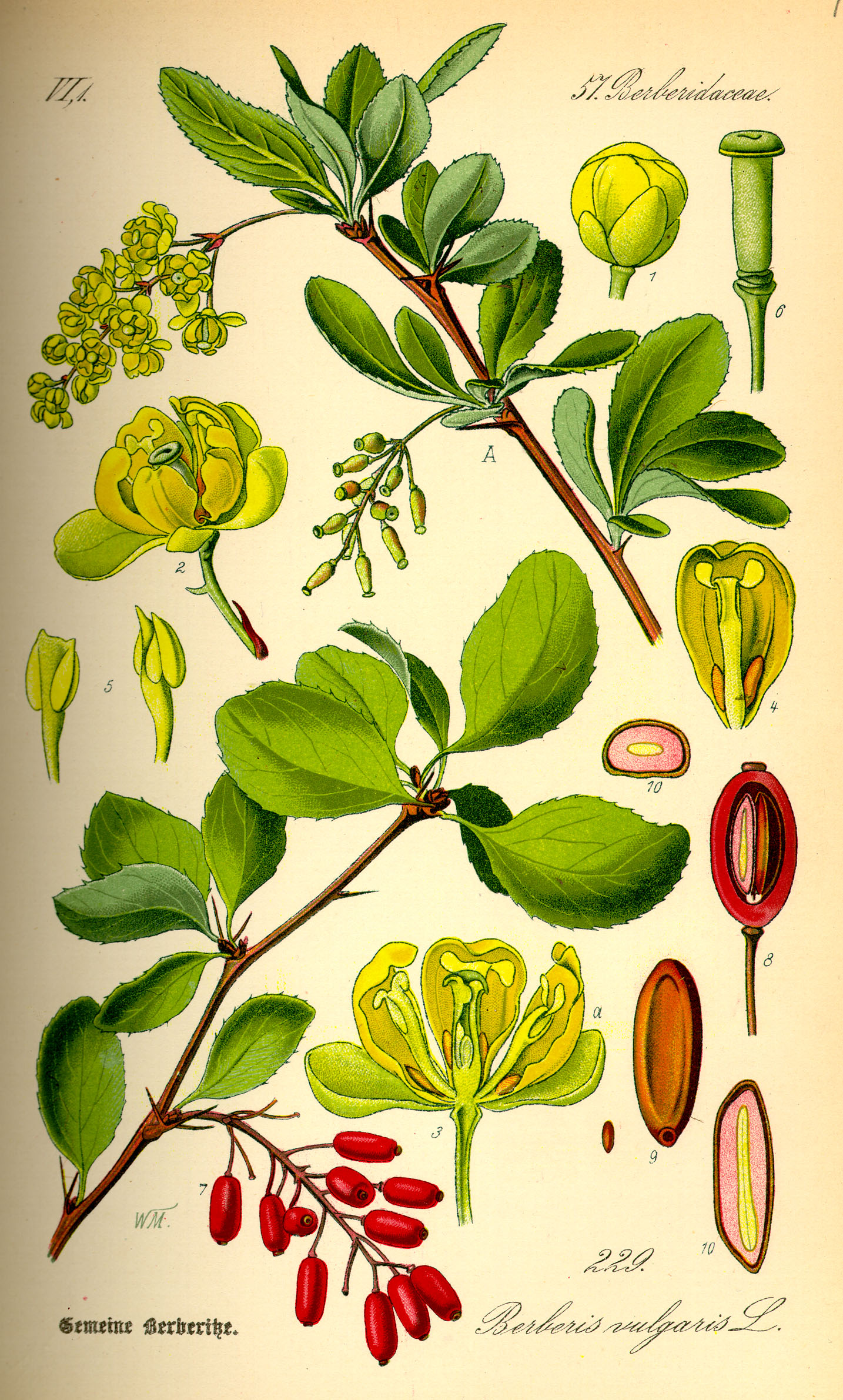
Popisná ilustrace rostliny dřišťál obecný

Dřišťál obecný (Berberis vulgaris) je druh rostlin patřící do čeledě dřišťálovité (Berberidaceae).

## Synonymum
- Berberis orientalis C. K. Schneider[1]

## Popis
Dříšťál obecný je až 3 m vysoký, opadavý keř, původní v Evropě. Má hladkou bělavě zelenou kůru a hluboce rýhované slámově žluté větve. Je to trnitý keř, jehož charakteristické trojčetné trny jsou listového původu (přeměněné listy s palisty). V jejich úžlabí pak vyrůstají zkrácené větvičky, brachyblasty, se svazečky zelených fotosyntetizujících listů. Listy jsou obvejčitě eliptické, nesíťkované , 2–5 cm dlouhé a 1–2,5 cm široké, na okraji osténkatě zubaté, vespod zelené. Řapík je 1 cm dlouhý. Keř kvete v dubnu až květnu. Květy jsou zlatožluté, šestičetné, intenzivně aromatické. Květy jsou v jednoduchých, nicích, krátce stopkatých, mnohokvětých, 4–6 cm dlouhých hroznech. Tato vrcholová květenství jsou na krátkých výhonech. Korunní lístky jsou 5–7 mm dlouhé, vejčité, uspořádané polokruhovitě. Počet tyčinek je 6. Stopky květů 5–12 mm. Plodem jsou bobule protáhlého, elipsoidního tvaru asi 1 cm dlouhé, karmínově červené a lesklé. Tyto bobule mají kyselou chuť. Semena jsou mírně zploštělá, hnědá.

## Ekologie a rozšíření
Hojný v sušších křovinách, na světlých místech v lesích, jako jsou vápnomilné bučiny, teplomilné doubravy a bazifilní bory, také na jejich okrajích a v suchých trávnících na kamenitých svazích a skalních výchozech. Upřednostňuje půdy sypké, písčité až hlinitopísčité, dostatek světla a tepla. Na vláhu není náročný. Vyskytuje se zejména na substrátech obsahujících vápník.
Je to jihoevropská a středoevropská dřevina, jejíž areál se na východ rozkládá až na Kavkaz. V ČR je zaznamenán výskyt zejména v Českém krasu, v dolním Povltaví, ve Středočeské tabuli, v Džbánu, Znojemsko-brněnské pahorkatině a na Hané.

## Význam
Některé kultivary tohoto druhu jsou používány v Česku jako okrasné rostliny. Jsou to efektní solitéry, ale většinou jsou používány do živých plotů a skupin. Dřišťál poskytuje včelám dobrou pastvu. Kůra a kořeny dříšťálu obsahují žluté barvivo berberin, které se dříve využívalo k barvení kůže a textilií.

### Farmaceutika
Dřišťál se používal pro léčebné účely už ve starém Řecku. Šťávu z plodů doporučoval i Paracelsus (slavný alchymista, astrolog a lékař, 1493-1541). V 21. století je ve farmaceutickém průmyslu berberin nahrazen jinými, komerčně vyráběnými látkami bez tolika vedlejších účinků.
Zkoumá se ale další použití při potlačení bakteriálních průjmů a proti nádorovým onemocněním.

### Léčivka
Druh je léčivá rostlina, obsahující řadu alkaloidů, hlavně berberin, oxyacantin a berbamin, zvláště v kůře. Ty působí v malých dávkách projímavě, močopudně a žlučopudně, ve velkých dávkách však můžou způsobit ochrnutí pohybových a dýchacích center. Je tedy třeba dávkovat s mírou, nejlépe po konzultaci s lékařem. Látky z kořenové kůry tlumí menstruační těžkosti, pomáhají při slabém krevním oběhu a působí proti zadržování vody v těle. Plody obsahují vitamin C.

### Gastronomie
Jemně trpké plody, nazývané dřišťálky, jsou přidávány do kompotů, ovocného cukroví a některých omáček. Lze z nich udělat marmeládu, šťávu na pití. Po zkvašení je lze vypálit jako zajímavý destilát.

## Jedovatost
Celá rostlina obsahuje alkaloid berberin. U myší je smrtelná dávka (LD 50) 329 mg/kg váhy. Berberin ve větších dávkách utlumuje činnost dýchací a nervové soustavy, což může vést k ochrnutí a ve výjimečných případech i ke smrti.
Toxikologické informační středisko u plodů uvádí „téměř nejedovaté plody – nebezpečná může být dávka nad 20 plodů (bobulí, semen), po větším požitém množství se podává aktivní uhlí, nebývá nutná hospitalizace (jen u mimořádně citlivých osob při závažných příznacích), u zdravých jedinců se objevují nanejvýš zažívací potíže.“ Další části rostliny jsou významně jedovaté.

## Kultivary

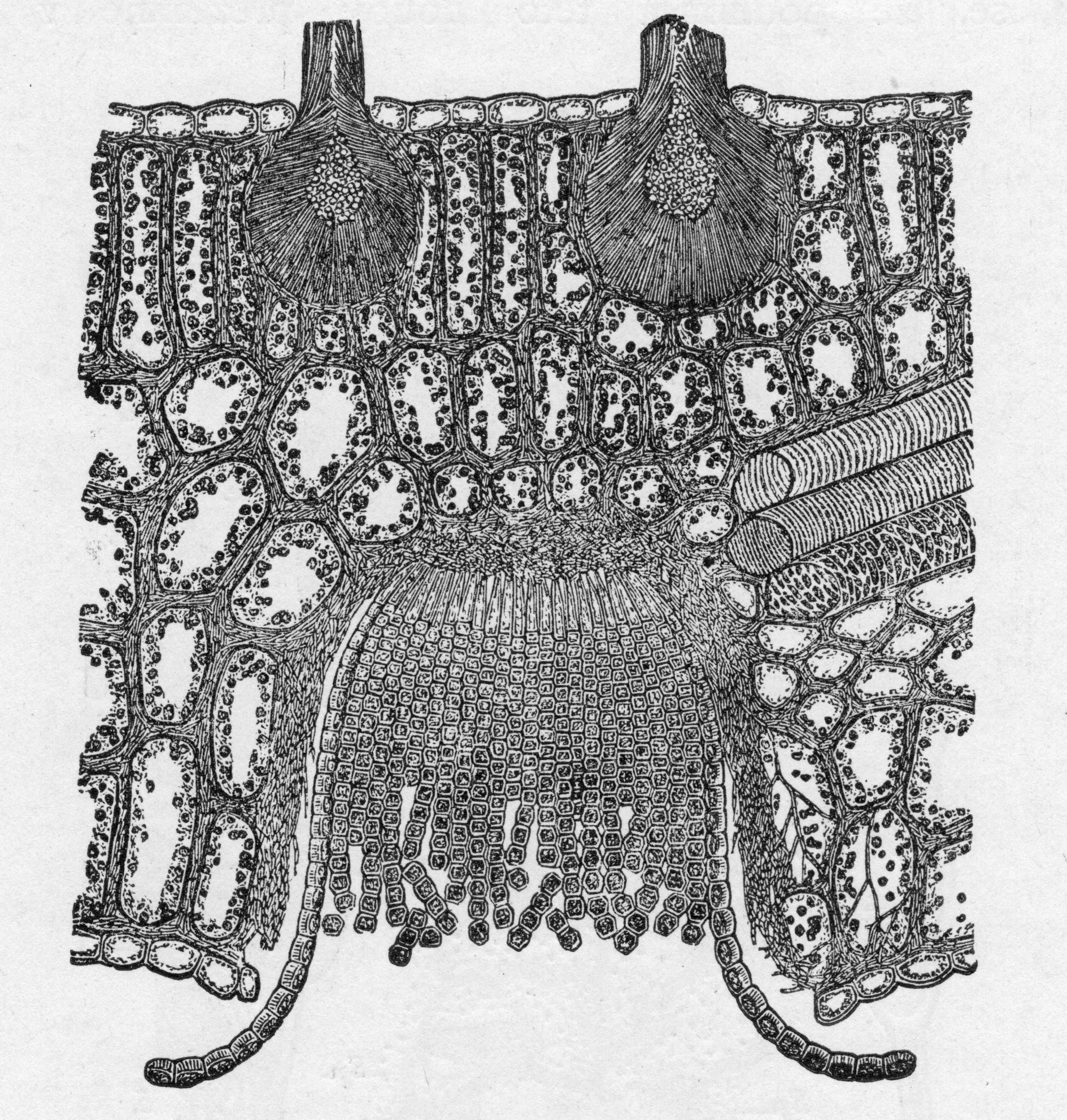
Příčný řez dřišťálovým listem napadeným rzí - nahoře dvě spermogonie, dole aecidie. Ilustroval Alexander Josef Bernard

Příklady kultivarů:
- 'Atropurpurea'
- 'Aureomarginata'
- 'Marginata'

## Pěstování

### Nároky
Rostou i v polostínu, ale preferují plné slunce. Vhodná je téměř jakákoliv propustná, humózní až hlinitá půda. Snáší dobře sucho. Snáší exhalace. Dobře snáší řez, ale většinou jej nevyžaduje, obvykle netrpí škůdci.

### Rozmnožování
Odrůdy se rozmnožují řízkováním. Z výsevu semene vzcházejí jedinci s nestejnými vlastnostmi. Snadno se kříží s jinými druhy rodu, ale například i s mahónií.

## Choroby a škůdci
Dřišťál obecný (Berberis vulgaris) je alternativním hostitelem rzi travní (Puccinia graminis) napadající pšenici, která je její vážnou houbovou chorobou.
Na území ČR byly dřišťály téměř zcela vyhubeny v osvětové masové kampani v roce 1939, která si kladla jako společensky významné omezit ohrožení pšenice touto rzí. Později se zjistilo, že rez travní, která má ve svém vývojovém cyklu 5 mezihostitelů, může bez újmy dřišťál vynechat. Dodnes je však v ČR ohroženým druhem.